# Santa Maria della Purificazione in Via Merulana
Santa Maria della Purificazione in Via Merulana var en kyrkobyggnad i Rom, helgad åt Jungfru Maria. Kyrkan var belägen vid Via Merulana i Rione Monti. ”Purificazione” (italienska ’rening’) anger att kyrkan var invigd åt Jungfru Marie kyrkogång. ”Candelora” är italienskans ord för Kyndelsmässodagen.

## Historia
Nunneorden Monache della Concezione hade år 1809 tvingats lämna sitt kloster vid Santa Maria della Purificazione ai Monti vid Via delle Sette Sale, eftersom detta hade konfiskerats av Napoleons trupper. Nunnorna erhöll mark av jesuiterna, vilka ägde en vidsträckt egendom vid Via Merulana, kallad Giardino della Casa Professa de' Gesuiti.
En dubbeltrappa ledde upp till kyrkans fasad, vilken hade toskanska pilastrar och var krönt med ett triangulärt pediment.
År 1874 förvärvades kyrkan och klosterbyggnaden av familjen Brancaccio. Rivningen av kyrkan och klostret inleddes år 1886 för att ge plats åt Palazzo Brancaccio, ritat av arkitekten Luca Carimini. Själva kyrkorummet utgör numera en av palatsets salar.

## Bilder
| - Palazzo Brancaccio vid Via Merulana. |